# T249 Vigilante
T249 Vigilante — прототип 37 мм зенітної самохідної установки (ЗСУ), розроблений для заміни гармати Bofors 40 мм та M42 Duster на службі армії США. Система має 37-мм шестиствольну гармату системи Гатлінга T250, яка встановлена на полегшеному БТРі M113. 
На початку 1960-х армія вирішила, що гарматні системи застарілі, а тому скасувала подальші розробки, надавши перевагу ракетній системі MIM-46 Mauler, яку також не прийняли на озброєння. Розробник, the Sperry Utah Engineering Laboratory, пізніше відновив роботу над Vigilante, обравши набій стандарту НАТО 35x228 мм і встановив установку на шасі танка M48.  Проте установка програла розробці Форда M247 Sergeant York, яка також не була прийнята на озброєння.

## Розробка
Про T249 Vigilante та його гармату T250 існує мало інформації. Розробка концепту гармати T250 розпочалася в 1956 році. Першим розробником конструкції під даний калібр був арсенал Вотервліт, пізніше було прийнято рішення, що розробкою займатиметься Спрингфілдський арсенал, оскільки він мав досвід роботи над дрібнокаліберними роторними гарматами, наприклад, 20 мм T171. T250 стала найбільшою гарматою, зробленою за системою Гатлінга.  Набій 37x219 мм SR було створено на шляхом скорочення та обжимки гільзи 40x311 мм R Bofors.  Автоматика була гідравлічною, темп стрільби був від 120 постр/хв для (особливо стаціонарних) наземних цілей та 3000 постр/хв для стрільби по повітряних цілях.
Установка мала 192-зарядний барабанний магазин, якого при темпі стрільби в 3000 постр/хв вистачить приблизно на 5 секунд.  Коли інженери зі Спрингфілда закінчили свою роботу в 1962 році, конструкцію було передано арсеналу Вотервліт для виробництва. Для встановлення гармати Т250 на модифіковане шасі М113 було обрано Sperry Utah Engineering Laboratory, що дозволило створити ЗСУ T249.

## Екземпляри які збереглися
Один T249 Vigilante виставлено в Музеї артилерії США в форті Сілл, Оклахома. Цей зразок спочатку зберігався в Музеї озброєнь США в Абердіні, Меріленд.